# مک‌اواس ونچورا
مک‌اواس ونچورا (انگلیسی: MacOS Ventura) (نسخه ۱۳٫۰) نوزدهمین انتشار بزرگ سیستم عامل مک‌اواس از شرکت اپل برای کامپیوترهای مکینتاش است که در WWDC 2022 در تاریخ ۶ ژوئن ۲۰۲۲ رونمایی شد. این نام از شهر ونچورا در کالیفرنیا گرفته شده است، به دنبال سیستم نامگذاری ایالت اصلی که با اواس ماوریکس شروع شد. انتظار می‌رود نسخه نهایی در اواخر سال ۲۰۲۲ منتشر شود.

## سیستم مورد نیاز
مک‌اواس ونچورا از مک‌های دارای سیلیکون اپل یا تراشه‌های نسل هفتم کبی لیک یا جدیدتر اینتل پشتیبانی می‌کند و پشتیبانی از مدل‌های مختلف منتشر شده از ۲۰۱۳ تا ۲۰۱۷ را متوقف کرده است. ونچورا از مدل‌های مک زیر پشتیبانی می‌کند:
- مک‌بوک ۲۰۱۷
- مک‌بوک ایر ۲۰۱۸ به بعد
- مک‌بوک پرو ۲۰۱۷ به بعد
- مک مینی ۲۰۱۸ به بعد
- آی‌مک ۲۰۱۷ به بعد
- آی‌مک پرو
- مک استودیو
- مک پرو ۲۰۱۹